# 武汉机械学院
武汉机械学院为1953年到1971年存在于武汉市硚口区古田五路的一所工科院校，現為華中科技大學機械與工程學院。

## 历史
- 1953年由湖南工业技术学校(含楚怡工业学校)等中南5省工业学校的机械科合并组建而成，初名汉口汽车制造学校。
- 1955年更名为汉口机器制造学校，归第一机械工业部管理。
- 1961年改为汉口机械学院。
- 1962年更名为武汉机械学院。
- 1971年11月并入华中工学院（今华中科技大学）。